# Lispocephala hualalaiae
Lispocephala hualalaiae är en tvåvingeart som beskrevs av Hardy 1981. Lispocephala hualalaiae ingår i släktet Lispocephala och familjen husflugor. Inga underarter finns listade i Catalogue of Life.